# 李俊翰
李俊翰（1987年4月8日—） 總合格鬥職業選手，在2015年成為台灣第一位登上UFC賽場的選手。

## 生平
李俊翰家境優渥，15歲赴澳洲留學，期間經常與人鬥毆，也因此被家人帶回台灣。在他22歲時開始接觸格鬥，也因格鬥而戒菸戒酒，得到家人支持。

## 職業生涯
職業生涯累計4勝5負。最近一次出賽為2019年一月的WOTD職業MMA比賽，負於Shaqueme Rock。